# (Take These) Chains
(Take These) Chains è il secondo singolo dei Judas Priest estratto dall'album Screaming for Vengeance nel 1982.
La canzone è stata scritta dal compositore e cantante Bob Halligan Jr., che collaborerà con la band anche nel successivo album Defenders of the Faith scrivendo la traccia Some Heads Are Gonna Roll.